# Сповільнювач нейтронів

В стані теплової рівноваги нейтрони (червоний) еластично розсіюються гіпотетичним сповільнювачем вільних ядер водню (синій), зазнаючи термічно активованого руху. Кінетична енергія передається між частинками. Оскільки нейтрони мають по суті таку саму масу, як і протони, і немає поглинання, розподіл швидкостей обох типів частинок був описаний єдиним розподілом Максвелла–Больцмана.

Спові́льнювач нейтро́нів — функціональний елемент ядерного реактора на теплових нейтронах, речовина, призначена для відбору енергії від нейтронів, які виділяються при реакції поділу ядра й перетворення їх в теплові.
Сповільнення нейтронів необхідне тому, що перетин поглинання нейтрона ядром 238U без поділу більший при вищих за теплові енергіях. Це призводить до марної втрати нейтронів та неможливості самопідтримуваної  ланцюгової реакції в низькозбагаченому урані. Вимогами для сповільнювача є ефективність відбору енергії при зіткненні нейтронів з атомами речовини й мале поглинання нейтронів. Відбір енергії ефективніший для речовин із легкими атомами. Тому гарним сповільнювачем нейтронів є вода, до складу якої входять два атоми гідрогену. Недоліком води є поглинання нейтронів з утворенням дейтерію. Для запобігання цьому для сповільнення використовується також важка вода. Іншим популярним сповільнювачем є графіт, застосовується також берилій, літій-7 (входить до складу солей рідинносольових реакторів).